# Regina (Heilige)

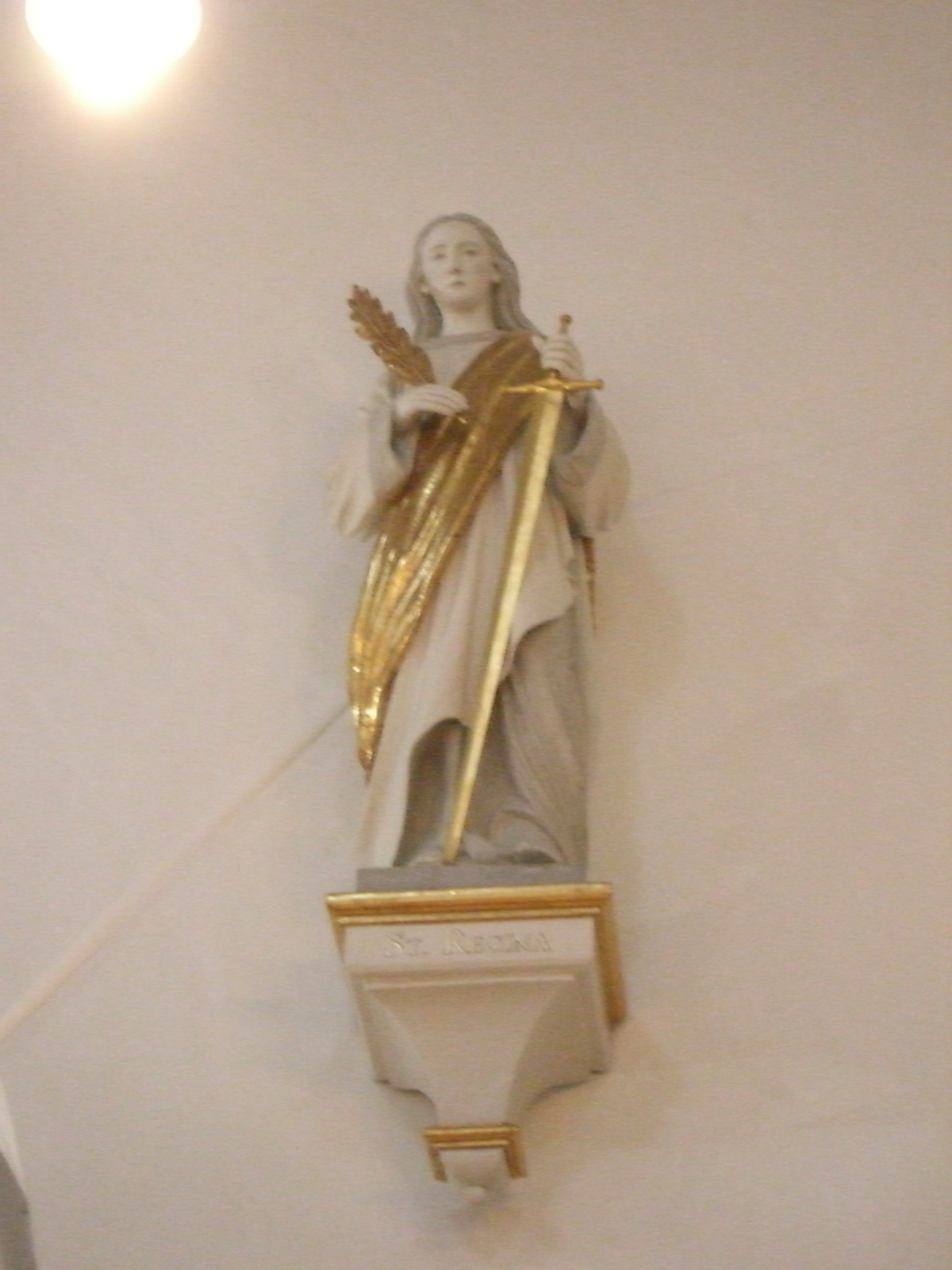
Statuette der hl. Regina

Die heilige Regina, frz. Reine, Régine oder Réjane, (* um 271 in Alise-Sainte-Reine, Frankreich; † um 286 in Autun, Frankreich) ist eine frühchristliche Märtyrin.

## Überlieferung
Über das Leben der heiligen Regina ist nur wenig bekannt. In den Quellen gibt es widersprüchliche Angaben über das Todesjahr. Die einen nennen das Jahr 286, wiederum andere, etwa die burgundische Adaption der Geschichte von Margareta von Antiochia, sprechen von 251.
Die Mutter Reginas starb bei der Geburt. Regina wurde von einer christlichen Amme großgezogen, die sie auch taufen ließ. Ihr Vater war ein romanisierter Heide namens Clement, der Regina verstieß, als sie den christlichen Glauben annahm. Regina wurde Schafhirtin und lebte als geweihte Jungfrau und Eremitin. Weil sie sich weigerte, ihr Gelübde der Ehelosigkeit um des Himmelreiches willen zu brechen und den römischen Prokonsul Olybrius zu heiraten, ließ dieser sie einkerkern und foltern. Im Alter von nur 15 Jahren wurde Regina unter der Herrschaft des Kaisers Maximian (286–305 n. Chr.) enthauptet.
Die Reliquien Reginas wurden 864 in die Abtei von Flavigny-sur-Ozerain gebracht, Flavigny wurde zum Wallfahrtsort. Seit dem 7. Jahrhundert wird Regina dort als Heilige verehrt. 
Die heilige Regina ist die Schutzpatronin der Zimmerleute und wird gegen Krätze, Räude und andere Krankheiten angerufen. Dargestellt wird die hl. Regina als Jungfrau, von weidenden Schafen umgeben, mit einem Kreuz, auf dem eine Taube sitzt, und den Attributen des Martyriums – der Krone, dem Schwert, einem Kessel oder in Flammen. Ihr Gedenktag ist der 7. September.